# Nieuwe orale anticoagulantia
Nieuwe orale anticoagulantia (NOAC's), ook wel directe orale anticoagulantia (DOAC's) genoemd, zijn een groep van anticoagulantia die vooral worden gebruikt bij atriumfibrilleren, veneuze trombo-embolie en als profylaxe bij vervanging van heup of knie. Voordeel van de nieuwe orale anticoagulantia is dat het effect heel voorspelbaar blijkt. Gevolg daar weer van is dat er geen controle bij de trombosedienst noodzakelijk is. Het gebruik van NOAC's zou daarmee kostenbesparend kunnen zijn ondanks de (veel) hogere kosten van de middelen zelf. Wel moeten de nodige voorzorgsmaatregelen in acht worden genomen om de risico's op bloedingen te voorkomen.
Bezwaar van NOAC's is het ontbreken, behalve bij dabigatran, van middelen om het effect te kunnen couperen in het geval van een optredende bloeding. Ook voor patiënten met een mechanische hartklepprothese leidt het gebruik van NOAC's in plaats van vitamine K-antagonisten tot een onacceptabel hoog risico op trombo-embolische complicaties.
Voorbeelden van NOAC's zijn:
- apixaban (Eliquis)
- dabigatran etexilaat (Pradaxa)
- rivaroxaban (Xarelto)
- edoxaban